# Шуца-Сяке
Шуца-Сяке (рум. Șuța Seacă) — село у повіті Димбовіца в Румунії. Входить до складу комуни Рачу.
Село розташоване на відстані 69 км на північний захід від Бухареста, 11 км на південь від Тирговіште, 138 км на північний схід від Крайови, 93 км на південь від Брашова.

## Населення
За даними перепису населення 2002 року у селі проживали 940 осіб. Рідною мовою 939 осіб (99,9%) назвали румунську.
Національний склад населення села:
| Національність | Кількість осіб | Відсоток |
| -------------- | -------------- | -------- |
| румуни         | 933            | 99,3%    |
| цигани         | 5              | 0,5%     |